# Gneis

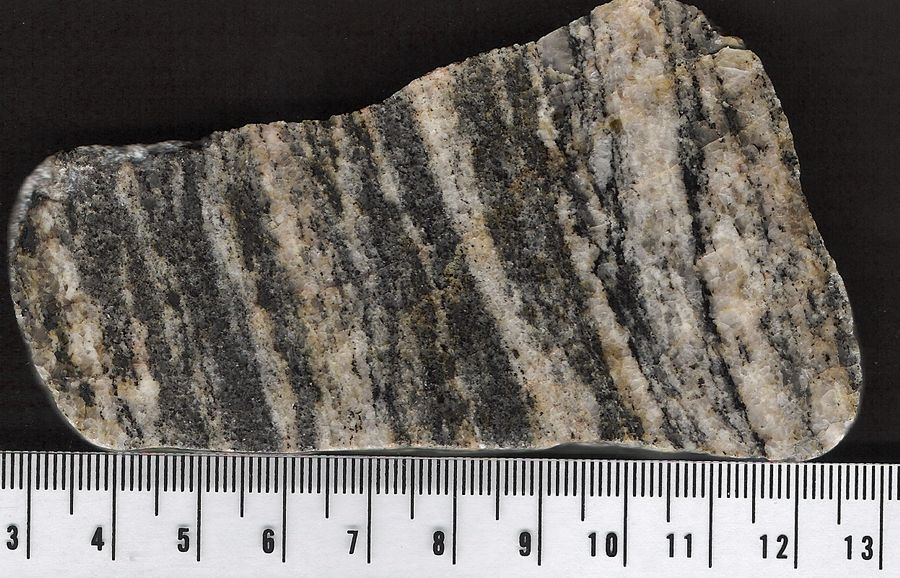
Gebänderter Gneis

Die Gneise (alte sächsische Bergmannsbezeichnung aus dem 16. Jahrhundert, vielleicht zu althochdeutsch gneisto, mittelhochdeutsch ganeist(e), g(e)neiste „Funke“; bis in das frühe 19. Jahrhundert auch noch Gneus oder Geneus) sind metamorphe Gesteine mit Paralleltextur, die mehr als 20 % Feldspat enthalten.

## Entstehung und Vorkommen

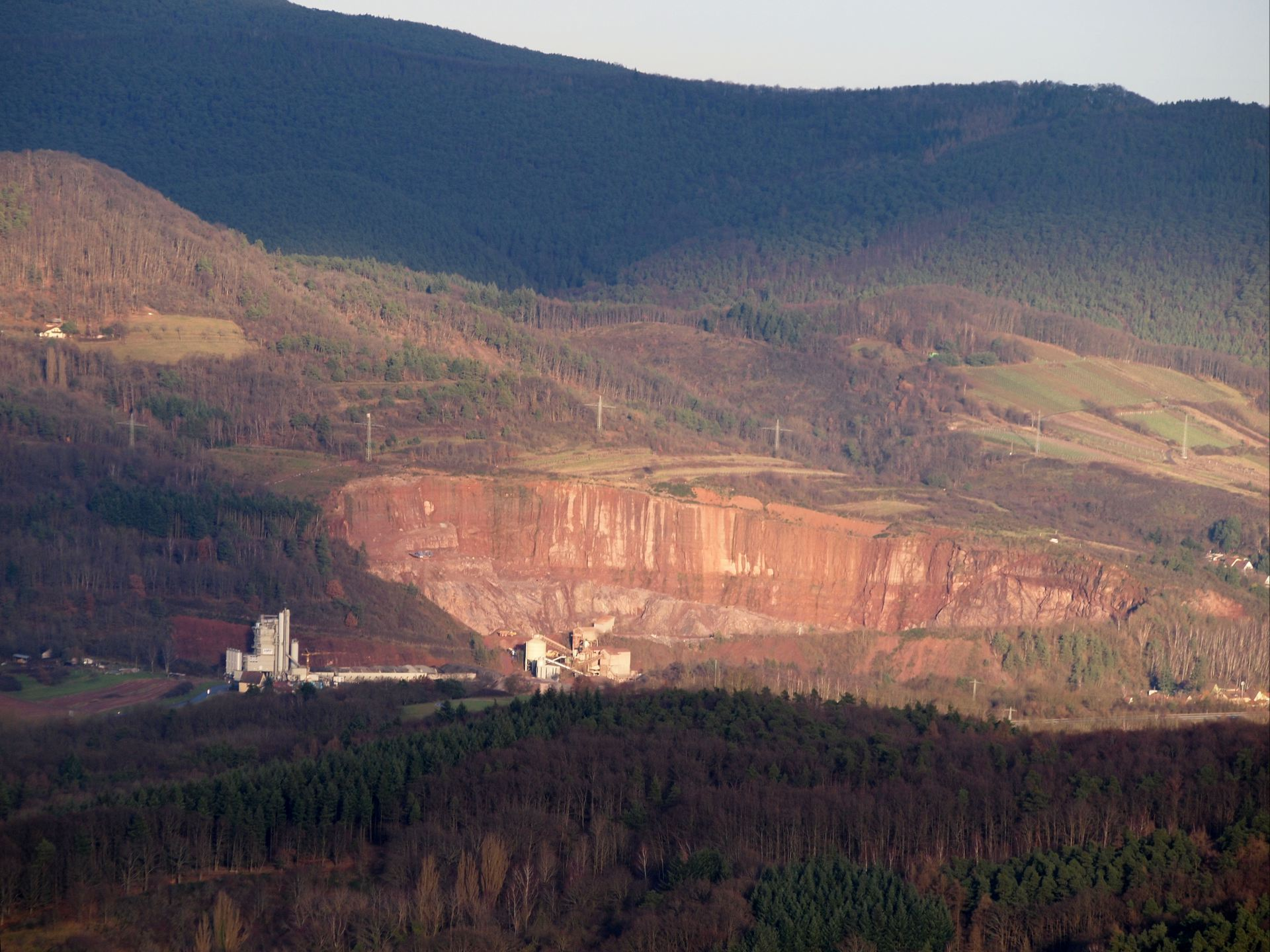
Gneissteinbruch am Rand des Pfälzerwaldes

Gneise entstehen durch Metamorphose, d. h. Umwandlung von Gestein unter hohem Druck und bei hohen Temperaturen. Das Ausgangsmaterial wird von vielen Gesteinsschichten überlagert. An die Oberfläche kommt Gneis folglich nur dann, wenn entweder das überliegende Material erodiert ist oder ehemals tiefliegende Schichten durch Tektonik an die Oberfläche gehoben wurden.
Gneise sind weltweit verbreitet und finden sich häufig in den alten Kernen (Kratonen) der Kontinente, wo sie durch tiefreichende Erosion freigelegt wurden. In der Regel haben diese Gesteine seit ihrer Entstehung  mehrere Phasen der Umwandlung (Regionalmetamorphosen) mitgemacht. Sie bilden die ältesten Gesteinsformationen der Erde, beispielsweise  den Acasta-Gneis aus dem Hadaikum (4.030 mya) im westlichen Kanadischen Schild und den Gneise enthaltenden Nuvvuagittuq-Grünsteingürtel (möglicherweise bis zu 4.400 mya) im östlichen Kanadischen Schild. Gneise treten auch in den Kristallinzonen jüngerer Faltengebirge auf, z. B. im Tauernfenster in den Zentralalpen.

## Zusammensetzung
Die Zusammensetzung der Gneise hängt vom Ausgangsgestein ab: Die wichtigsten Minerale im Gneis bilden sich nicht während der Metamorphose, sondern sind schon im Ausgangsmaterial vorhanden. Gneise bestehen hauptsächlich aus den in der folgenden Tabelle aufgeführten Mineralbestandteilen (in %).
| Gneis-Varietät                    | Quarz | Kalifeldspat | Plagioklas | Biotit | Muskovit | Cordierit | Granat | Sillimanit | andere | Dichte (g/cm³) |
| Granodioritgneis                  | 30    | 8            | 38         | 9      |          |           |        |            | 1      | 2,73           |
| Graugneis                         | 33    | 3            | 37         | 17     | 9        |           |        |            | 1      | 2,71           |
| Biotit-Plagioklasgneis            | 31    | 4            | 38         | 14     | 12       |           |        |            | 1      | 2,70           |
| Langflasriger Rotgneis            | 39    | 27           | 25         | 2      | 6        |           |        |            | 1      | 2,67           |
| Dünnplattiger Rotgneis            | 43    | 29           | 13         | 1      | 12       |           |        |            | 2      | 2,63           |
| Quarzaugengneis                   | 41    | 13           | 28         | 5      | 12       |           |        |            | 1      | 2,65           |
| Aplitgneis                        | 44    | 11           | 29         |        | 15       |           |        |            | 1      | 2,64           |
| Plattiger, feinkörniger Paragneis | 14    |              | 22         | 18     | 40       |           |        |            | 6      | 2,70           |
| Schichtiger Zweiglimmergneis      | 16    |              | 31         | 31     | 20       |           |        |            | 2      | 2,68           |
| Metatektischer Graugneis          | 29    | 1            | 66         | 1      | 2        |           |        |            | 1      | 2,72           |
| Cordieritgneis                    | 20    |              | 25         | 40     |          | 13        |        |            | 2      | 2,74           |
| Sillimanitgneis                   | 14    | 18           | 1          | 26     | 14       | 14        | 4      | 20         | 6      |                |
| Granatgneis                       | 13    | 7            | 3          | 6      |          |           | 27     | 35         | 6      |                |

Das Gefüge schwankt zwischen fein- und grobkörnig bei  mitunter gut sichtbarer Paralleltextur. Im letzteren Fall spricht man von eingeregelten Kristallen. Das Gestein kann dann lagig-flaserig bis grobschieferig und oft auffällig gebändert erscheinen. Im Gegensatz dazu gibt es Orthogneise mit schwach ausgebildeten Texturmerkmalen und relativ gleichmäßigen Kristallgrößen oder in der Grundmasse nur gering ausgeprägter Kristallinität.

## Einteilung

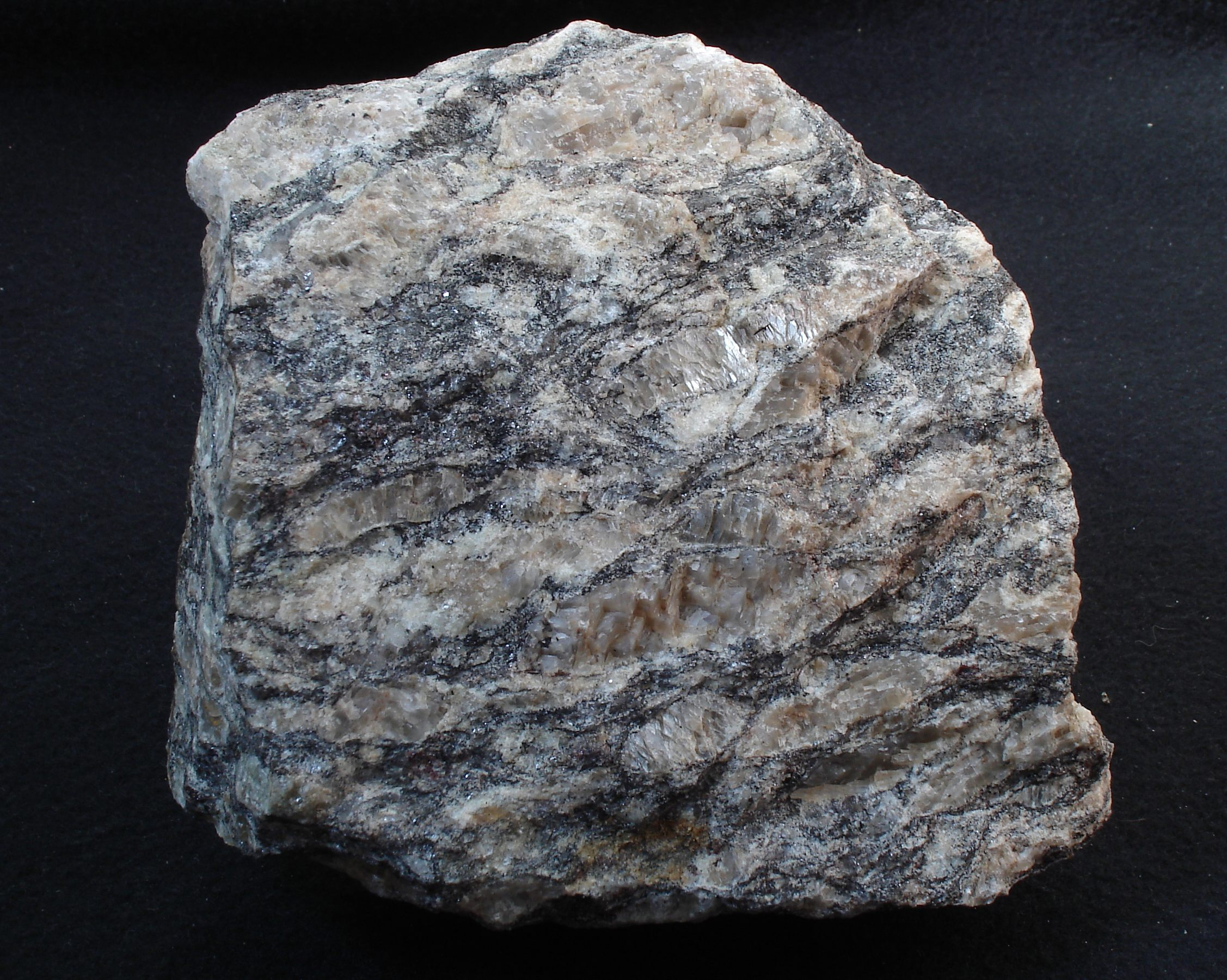
Augengneis. Rio de Janeiro, Brasilien

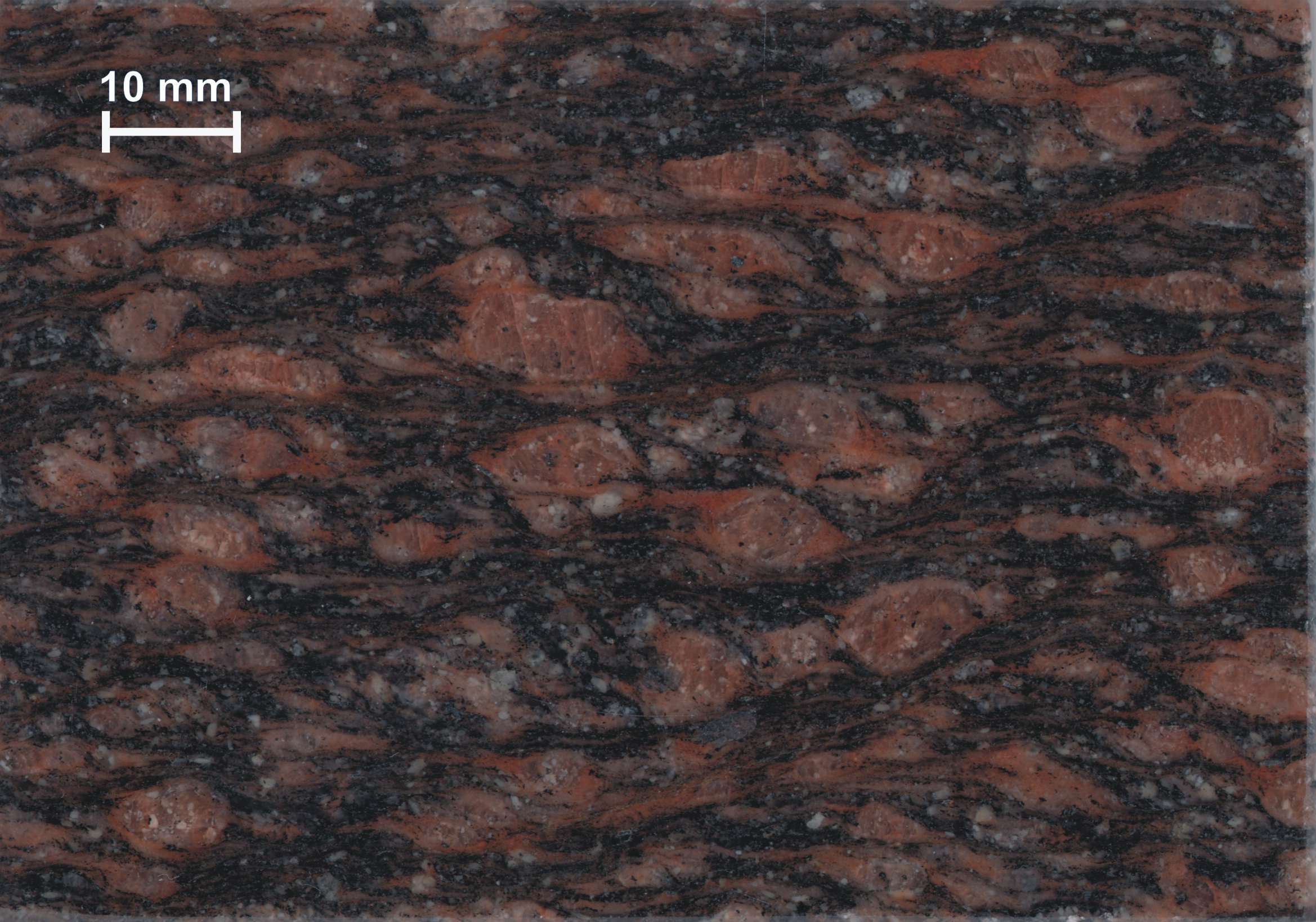
Augengneis, Karnataka, Indien

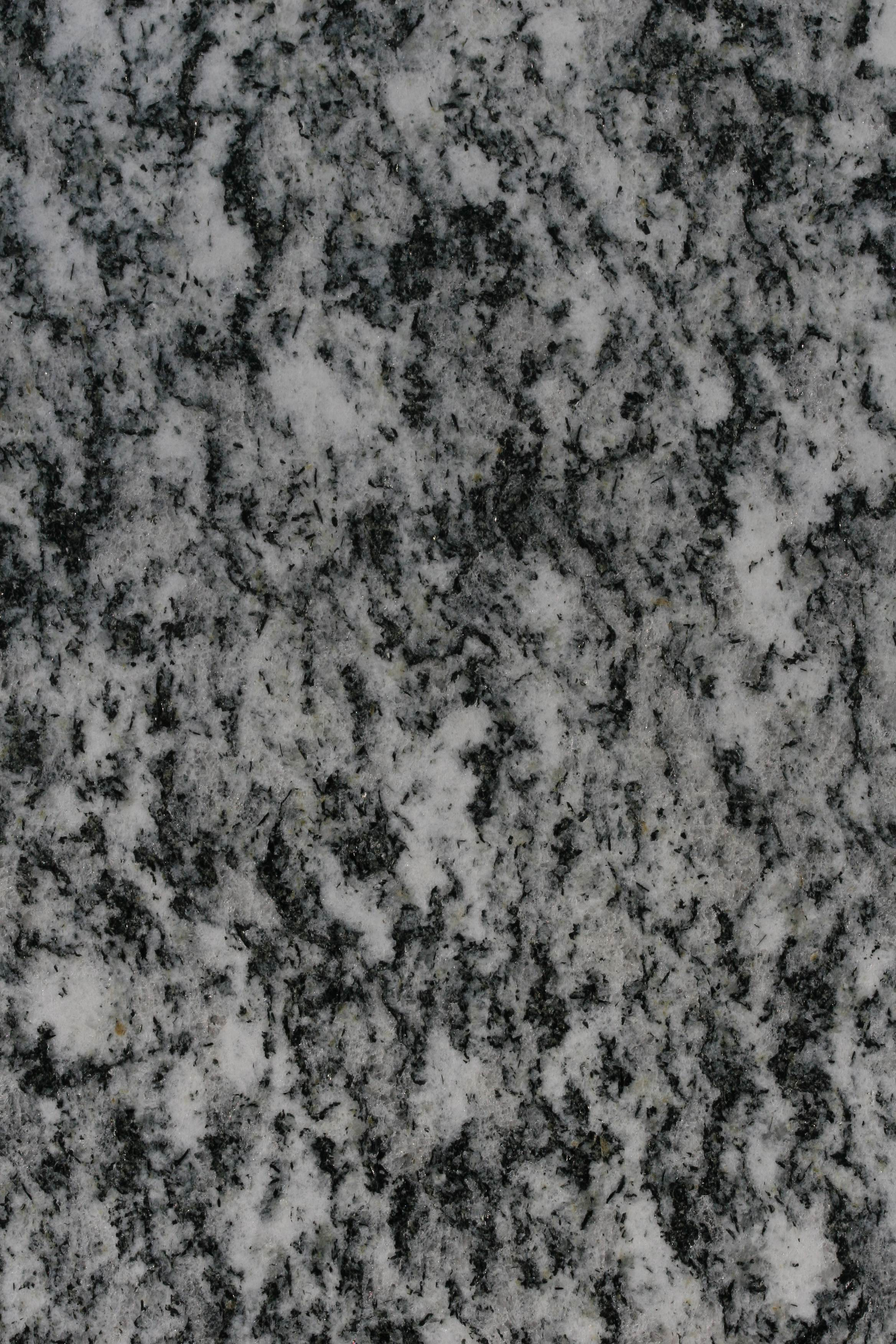
Paragneis, Serizzo

Gneise unterscheiden  sich in ihrer mineralischen Zusammensetzung, in ihrem Gefüge und in ihrer Genese  (Entstehungsgeschichte).
Mineralogisch unterscheiden sich die Gneise nach Art der vorhandenen Minerale. Unterschieden nach verschiedenen Glimmern kennt man zum Beispiel den Biotitgneis, den Muskovitgneis oder den aus beiden genannten Glimmern bestehenden Zweiglimmergneis. Bei hohen Anteilen von Cordierit oder Hornblende spricht man von Cordieritgneis oder Hornblendegneis.
Unabhängig davon kann man Gneise auch auf Grund ihres Gefüges unterscheiden: so kennt man Augengneise, wenn eine feinkörnigere Gesteinsmatrix größere Mineral-Einsprenglige „umfließt“ oder Flasergneise, wenn das Gefüge linienhaft-flaserig entwickelt ist und weniger flächenhaft-schiefrig. Oft sind Gneise deutlich gebändert.
Stark durchbewegte Schiefergneise (Glimmerschiefer) werden unter der Sammelbezeichnung Gneisphyllite zusammengefasst.
Üblich ist darüber hinaus eine Unterscheidung der Gneise nach ihren Ausgangsgesteinen (Edukten).
- Orthogneise stellen das metamorphe Umwandlungsprodukt von feldspat- und quarzreichen magmatischen Gesteinen wie z. B. Granit oder Granodiorit dar. Oftmals haben sie aber bereits mehrere Gesteinsumwandlungen durchgemacht (Polymetamorphose) und entstanden aus bereits vorliegenden Gneisen.

- Paragneise entstehen durch die Umwandlung von Sedimentgesteinen (Sandsteinen, Grauwacken, Arkosen und Tonschiefer) und weisen deshalb oft eine größere Vielfalt von akzessorischen Mineralen (Nebengemengeteile) auf als die Orthogneise.

- Einen Übergang von den metamorphen Gneisen zu den magmatischen Tiefengesteinen stellt der Migmatit oder Anatexit dar.

Granitgneis, Syenit- oder Geröllgneis  unterscheiden sich von chemisch und mineralogisch identischen metamorphen Gesteinen (wie Metagranit etc.) nur durch ihr typisches, schiefriges Gefüge.  Gneise werden auch nach dem Grad ihrer Metamorphose als Epi-, Meso- oder Katagneis unterschieden, je nachdem, welcher Druck und welche Temperatur bei ihrer Entstehung herrschten. 
Das Schichtgefüge (Foliation) der Gneise entstehen  durch  Entmischung (Seigerung) von Lagen aus hellen Feldspäten, Quarz und dunklen Mineralen. Dies geschieht  wegen der  unterschiedlichen Plastizität bei unterschiedlichen Temperaturen.  Schichtsilikate (insbesondere Biotit) neigen dazu, sich unter tektonischer Belastung durch seitliche Neukristallisation flächig einzuregeln.  Quarz und Feldspäte bleiben eher körnig. Die räumliche Lage der Schieferungsflächen entspricht dabei der Richtung der maximalen tektonischen Scherkräfte.

## Gneis als Naturstein

### Eigenschaften

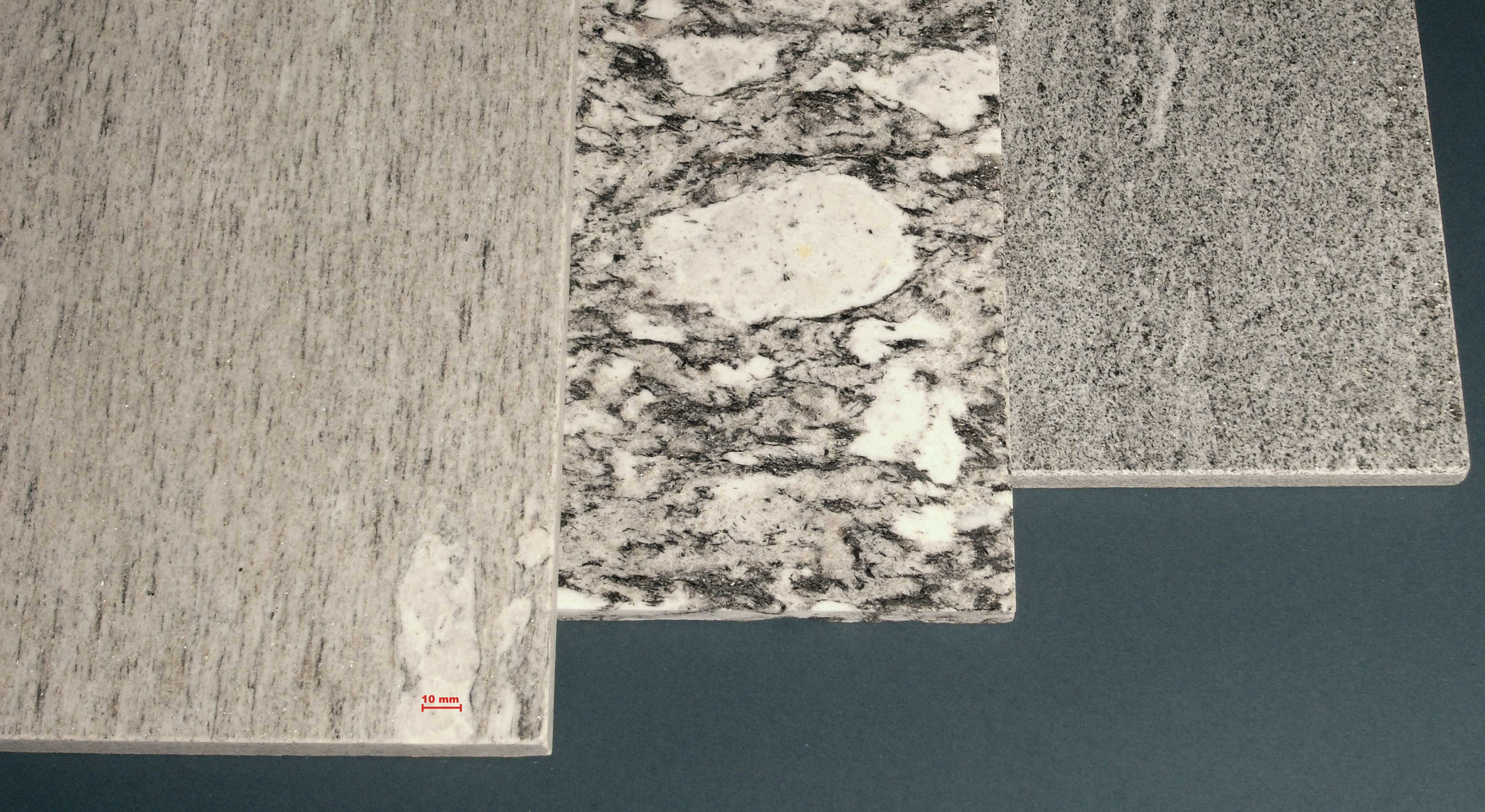
Beispiele für Gefügebilder von Gneisen (poliert) aus den Penninischen Decken zwischen Locarno und Domodossola

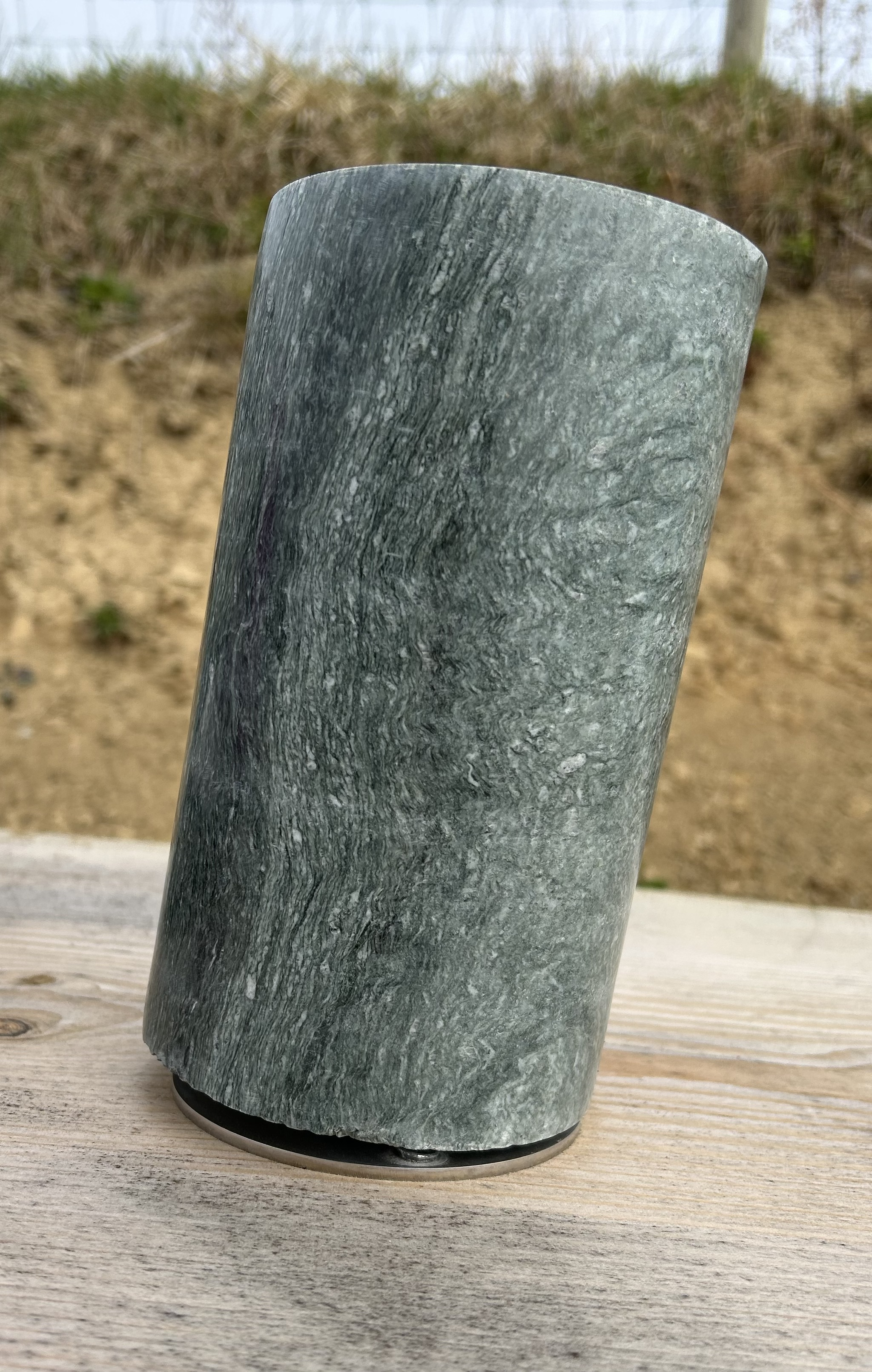
Verde Andeer

Oftmals werden Gneise auch als „Granit“ gehandelt, da sie sehr ähnliche technische Eigenschaften wie diese Gesteinsgruppe aufweisen. Sie haben allerdings eine durchwegs höhere Wasseraufnahme und bessere Biegezugwerte. Sie sind als Natursteine polierfähig und weitgehend frostbeständig. Die Feldspäte und Glimmer bestimmen die Farbe, und Quarz bestimmt die Abriebfestigkeit der Gneise. Schichtsilikate verleihen den Gneisen ihre gute Spaltfähigkeit, wenn sie lagenförmig im Gestein auftreten.

Wesentliche technisch-physikalische Parameter sind in der folgenden Tabelle am Beispiel von Erzgebirgs-Gneis zusammengefasst.
| Reindichte (g/cm³) | Rohdichte (g/cm³) | Wasseraufnahme (M% n. 72 h Lagerung) | Drucktopffestigkeit (M%) 5 mm Siebdurchgang | Abriebfestigkeit (M%) 5 mm Siebdurchgang | Frostbeständigkeit (M%) < 2 mm n. 25facher Frostung | Zylinderdruckfestigkeit (g/cm³) |
| ------------------ | ----------------- | ------------------------------------ | ------------------------------------------- | ---------------------------------------- | --------------------------------------------------- | ------------------------------- |
| 2,70–2,79          | 2,65–2,72         | 0,4–1,3                              | 8–16                                        | 17–24                                    | 0,1–0,8                                             | 1.100                           |

Die technischen Unterschiede zwischen Para- und Orthogneisen sind minimal. In aller Regel sind die bunten Gneise entweder Migmatite oder Orthogneise, und die grauen Gneise sind Paragneise. Die hellen (fast weißen) „Gneise“ können auch Granulite sein.

### Bekannte Natursteinsorten

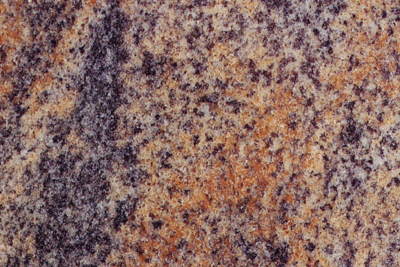
Hallandia (Migmatit aus Schweden)

- Hallandia, Migmatit (Schweden), Halmstad
- Juparana Classico, Orthogneis (Brasilien, Rio de Janeiro)
- Mitternachtsblau, Orthogneis (Indien)
- Orissa, Orthogneis (Indien)
- Steinbacher Augengneis, Orthogneis (Deutschland, Steinbach)
- Serizzo Antigorio, Paragneis (Italien, Piemont, Valle Antigorio)
- Calanca, Paragneis (Schweiz/Kt. Graubünden, Calanca-Tal)
- Onsernone, Paragneis (Schweiz/Kt. Tessin, Onsernone-Tal)
- Maggia, Paragneis (Schweiz/Kt. Tessin, Maggia-Tal)
- Soglio, Paragneis (Schweiz, Soglio)
- Branco Ipanema, Granulit (Brasilien, Espirito Santo)
- Stainzer Hartgneis (Österreich, Stainz)
- Verde Andeer, Orthogneis (Schweiz/Kt. Graubünden, Andeer)
- Bittescher Gneis, Granitgneis, Österreich

## Sonstiges
Der Berufsverband Deutscher Geowissenschaftler hat den Gneis zum Gestein des Jahres 2015 ernannt.